# Safia subrosea
Safia subrosea là một loài bướm đêm trong họ Noctuidae.